# Локални међузвездани облак
Локални међузвездани облак (енгл. Local Interstellar Cloud) међузвездани је облак кроз који се креће Сунчев систем. Сматра се да је Сунчев систем ушао у овај међузвездану облак између 44.000 и 150.000. п. н. е. Очекује се да ће у њему остати још 10.000-20.000 година. У овом међузвезданом облаку влада температура од око 5.730°. Толика температура влада на површини Сунца. 2009. је Војаџер 2 послао податке који говоре да је магнетска снага локалне међузвездане материје много већа него што се очекивало. Овај међузвездану облак исто има велику магнетску снагу.